# جيما جاكسون
جيما جاكسون (بالإنجليزية: Gemma Jackson)‏ هي مصممة الإنتاج بريطانية، ولدت في 1951 في غلدفورد في المملكة المتحدة.

## وصلات خارجية
- جيما جاكسون على موقع IMDb (الإنجليزية)
- جيما جاكسون على موقع قاعدة بيانات الفيلم (الإنجليزية)